# Alyssa Polites
Alyssa Polites (Melbourne, 2 februari 2003) is een Australisch wielrenster die op de baan en weg actief is.

## Carrière
Polites won bij de junioren op de baan en weg meerdere wedstrijden. Ze won onder andere het nationale kampioenschap tijdrijden in 2020 en 2021, ze won de wegwedstrijd ook in 2021. Het jaar nadien greep ze tweemaal net naast de titel; ze werd tweede in de tijdrit voor beloften en moest het in de wegwedstrijd voor elite doen met een derde plek. Op het Oceanisch kampioenschap tijdrijden bij de beloften eindigde ze als derde, hier moest ze alleen Anya Louw en Kim Cadzow voor zich laten. In 2023 verdiende ze een tweejarig contract bij de UCI Women's World Tour-ploeg Team Jayco AlUla. Ze was in het eerste jaar gehavend wegens blessures en ziekte en zodoende bleven haar gewenste resultaten uit. Voor het seizoen van 2024 werd ze overgeplaatst naar de opleidingsploeg en mocht sporadisch nog mee doen met de hoofdmacht. Ook dit jaar verliep niet volgens plan en als volgt ging Polites rijden voor een amateurploeg, direct in 2025 won ze het bergklassement in de Tour Down Under.
Op de baan behaalde ze haar eerste successen bij de elite in 2022. Ze won goud op de Australische kampioenschappen bij de koppelkoers, die reed ze samen met Maeve Plouffe. Ze won ook medailles bij twee andere onderdelen en op de Oceanische kampioenschappen. In 2024 keerde ze terug bij de nationale kampioenschappen, ditmaal bleven medailles uit. In 2025 won ze tweemaal goud; ze won de achtervolging, voor Claudia Marcks en de afvalkoers, voor Alli Anderson.

## Palmares

### Baanwielrennen
| Jaar | AK                                                        | OK                                                   | WK | Overige                           |
| ---- | --------------------------------------------------------- | ---------------------------------------------------- | -- | --------------------------------- |
| 2022 | koppelkoers · scratch · achtervolging · 4e omnium         | ploegenachtervolging · achtervolging · 4e afvalkoers |    | NC Milton: · ploegenachtervolging |
| 2023 |                                                           |                                                      |    |                                   |
| 2024 | 4e koppelkoers 4e omnium                                  |                                                      |    |                                   |
| 2025 | achtervolging · afvalkoers · 5e puntenkoers · 10e scratch |                                                      |    |                                   |

### Wegwielrennen
2020
 Australisch kampioene tijdrijden, junioren
 Australisch kampioenschap op de weg, junioren
2021
 Australisch kampioene tijdrijden, junioren
 Australisch kampioene op de weg, junioren
2022
 Australisch kampioenschap tijdrijden, beloften
 Australisch kampioenschap op de weg, elite
 Oceanisch kampioenschap tijdrijden, beloften
2025
Bergklassement Tour Down Under

## Ploegen
- 2023 –  Team Jayco AlUla
- 2024 –  Liv AlUla Jayco Women's Continental Team
- 2025 –  Meridian Blue p/b 99 Bikes

Allen · Baker · Campbell · Faulkner · Gåskjenn · Howe · Kessler · Manly · Pate · Paternoster · Polites · Roseman-Gannon · Santesteban · Tan · Žigart